# Sorell

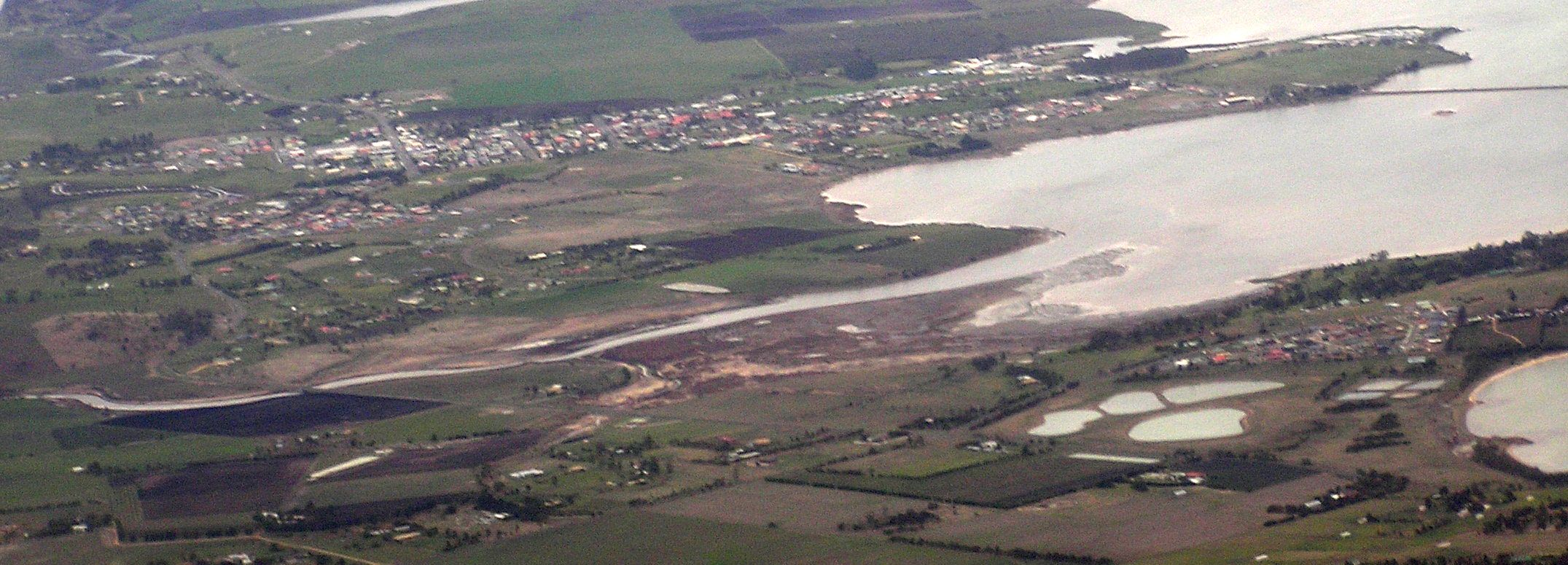
Sorell

Sorell – miasto na Tasmanii, położone na północny wschód od stolicy stanu Hobart. Miasto leży na trasie autostrady- Tasman Highway. Sorell wchodzi w skład samorządu terytorialnego Sorell Council.
W przeszłości Sorell było znane jako miasto, które leżało na trasie między Hobart i kolonią karną Port Arthur.